# Landschaftsschutzgebiet Sorpe- und Stockmecketal

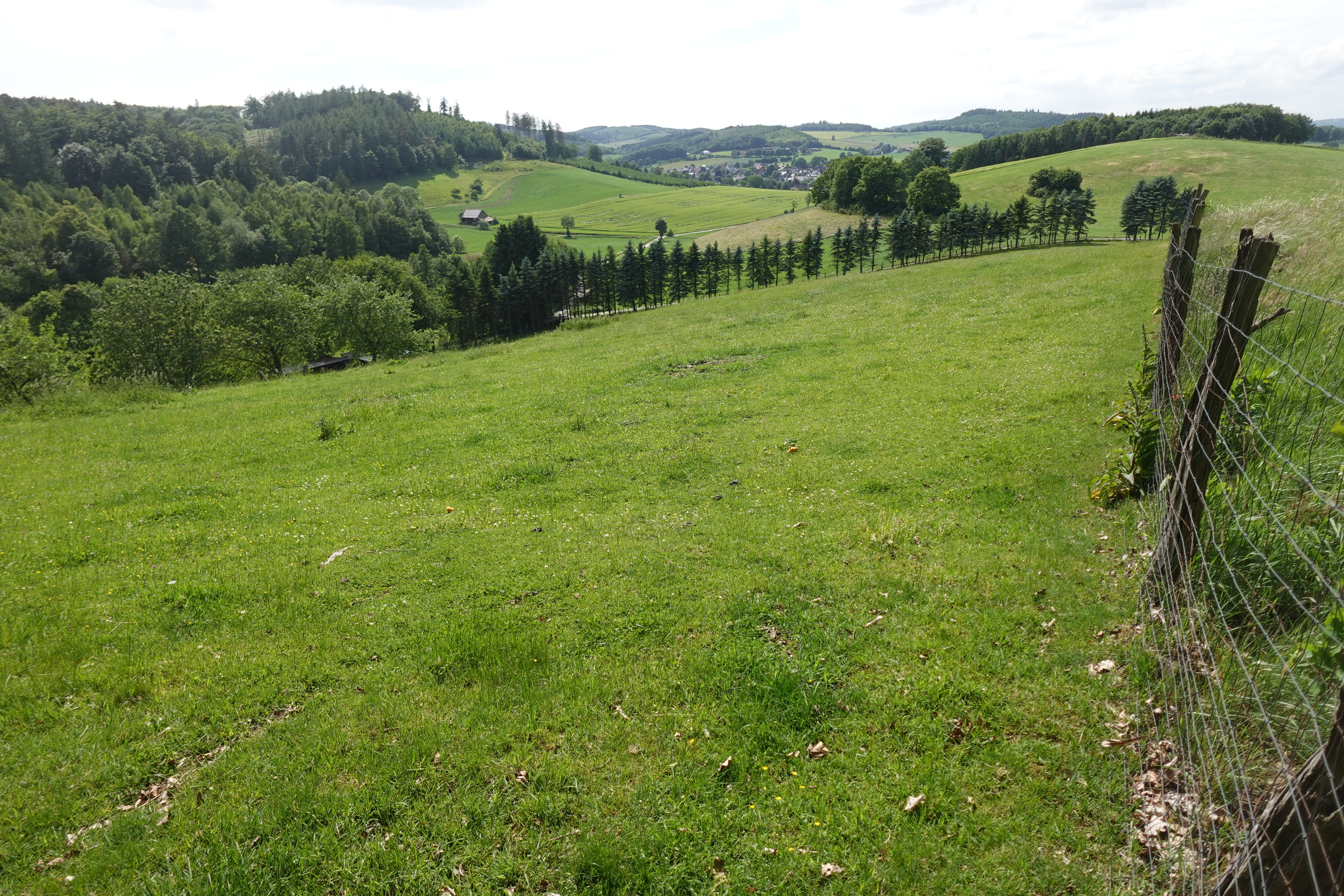
Blick ins Stockmecketal

Das Landschaftsschutzgebiet Sorpe- und Stockmecketal mit 67,2 ha Flächengröße liegt südlich von Amecke und östlich Allendorf im Stadtgebiet von Sundern im Hochsauerlandkreis. Es wurde 1993 mit dem Landschaftsplan Sundern durch den Kreistag des Hochsauerlandkreises erstmals mit dem Namen Landschaftsschutzgebiet Sorpe- und Stockmecketal südlich Amecke sowie östlich Allendorf als Landschaftsschutzgebiet (LSG) mit einer Flächengröße von 34,17 ha ausgewiesen. Bei der Neuaufstellung des Landschaftsplanes Sundern wurde es mit einem neuen Namen als Landschaftsschutzgebiet vom Typ C, Wiesentäler und bedeutsames Extensivgrünland, erneut ausgewiesen und deutlich vergrößert. Das LSG gehört zum Naturpark Sauerland-Rothaargebirge, besteht aus drei Teilflächen und grenzt direkt an den Siedlungsraum von Allendorf. Westlich der nördlichen Teilfläche liegt der Golfplatz Amecke.

## Beschreibung
Das LSG umfasst ein Grünland in den Tälern der Sorpe, Stockmecke und eines namenlosen Siepens. Beide von Südosten der Sorpe zufließenden Gewässer wie auch der Verlauf der Sorpe im nördlichen Teil der Festsetzung sind naturfern begradigt. Die Stockmecke und das namenlose Siepen sind streckenweise sogar verrohrt. Auf einer Fläche zentral nordwestlich des Ellenberges liegenden, spornartig nach Osten ragenden Fläche kommt der Neuntöter vor. Wegen des Neuntötervorkommens wurde das Gebot festgesetzt: das Grünland ist zu beweiden, vorzugsweise nach den geltenden Bewirtschaftungsanleitungen „Weide“ des Kulturlandschaftspflegeprogrammes des HSK.

## Schutzzweck
Die Ausweisung erfolgte zur Sicherung und Erhaltung der natürlichen Erholungseignung und der Leistungsfähigkeit des Naturhaushaltes gegenüber den vielfältigen zivilisatorischen Ansprüchen an Natur und Landschaft. Das LSG dient der Ergänzung bzw. Pufferzonenfunktion der strenger geschützten Teile dieses Plangebietes durch den Schutz ihrer Umgebung vor Einwirkungen, die den herausragenden Wert dieser Naturschutzgebiete und Schutzobjekte mindern könnten und Sicherung der Kohärenz und Umsetzung des europäischen Schutzgebietssystems Natura 2000.

## Rechtliche Vorschriften
Wie in den anderen Landschaftsschutzgebieten vom Typ C im Stadtgebiet besteht im LSG ein Verbot, Bauwerke zu errichten. Vom Verbot ausgenommen sind Bauvorhaben für Gartenbaubetriebe, Land- und Forstwirtschaft. Die Untere Naturschutzbehörde kann Ausnahmegenehmigungen für Bauten aller Art erteilen. Wie in den anderen Landschaftsschutzgebieten vom Typ B in Sundern besteht im LSG ein Verbot der Erstaufforstung und Weihnachtsbaum-, Schmuckreisig- und Baumschul-Kulturen anzulegen. Grünland und Grünlandbrachen dürfen nicht in Acker oder andere Nutzungen umgewandelt werden.